# Osonye Tess Onwueme
Osonye Tess Onwueme, còn được gọi là T. Akaeke Onwueme (sinh ngày 8 tháng 9 năm 1955) là một nhà soạn kịch, học giả và nhà thơ người Nigeria, bà nỗi lên với các vở kịch viết về chủ đề công bằng xã hội, văn hóa và môi trường. Năm 2010, bà trở thành Giáo sư Đại học của Global Letters, sau khi phục vụ đặc biệt với tư cách là Giáo sư ưu tú về Đa dạng văn hóa và tiếng Anh tại Đại học Wisconsin – Muff Eau Claire. Qua các vở kịch của mình, bà đã sử dụng sân khấu như một phương tiện để truyền tải quan điểm im lặng trong lịch sử của phụ nữ châu Phi và làm sáng tỏ hơn về cuộc sống của người châu Phi. Bà giữ vững lập trường bảo vệ người nghèo và thanh niên toàn cầu, cùng với những trải nghiệm và mối quan tâm về cộng đồng người Diaspora (châu Phi) trong những sáng tác của mình. Năm 2007, Bộ Ngoại giao Hoa Kỳ đã bổ nhiệm bà vào Chương trình Diễn giả Ngoại giao Công chúng cho Bắc, Đông và Tây Ấn Độ. 2009 Tess International Conference: Staging Women, Youth, Globalization, and Eco-Literature - Hội nghị quốc tế Tess năm 2009: Phụ nữ sân khấu, Thanh niên, Toàn cầu hóa và Văn học sinh thái, chỉ riêng về tác phẩm của tác giả, đã được các học giả quốc tế tại thủ đô Abuja của Nigeria tổ chức thành công sau giải thưởng Fonlon-Nichols cho nhà soạn kịch. Bà có mối liên quan đến một trong những ban nhạc của các tác giả quan trọng châu Phi. Bà cũng là một diễn giả tích cực về bạo lực gia đình.